# Ilha do Mel (ö i Brasilien, Paraná)
Ilha do Mel är en ö i Brasilien.   Den ligger i delstaten Paraná, i den södra delen av landet, 1 100 km söder om huvudstaden Brasília. Arean är 22,5 kvadratkilometer.
Terrängen på Ilha do Mel är mycket platt. Öns högsta punkt är 63 meter över havet. Den sträcker sig 4,9 kilometer i nord-sydlig riktning, och 7,4 kilometer i öst-västlig riktning.